# Colony 5
Colony 5 är ett svenskt synthband som spelar futurepop / synthpop och som startade 1999.

## Medlemmar
- P-O Svensson (1999-)
- Magnus Löfdahl (1999-2001)
- Johan Nilsson (2001-2003)
- Magnus Kalnins (2002-)

## Diskografi
- Colony5 - EP - 2001
- Lifeline - CD - 2002
- Follow Your Heart - single - 2002
- Black - single - 2003
- Structures - CD - 2003
- Colonisation - CD - 2004
- Plastic World - Single - 2005
- FIXED - CD - 2005
- ReFixed - CD - 2005 (FIXED remixed by Amplifier)
- Knives - Maxi single - 2007 (Limited edition)
- Buried Again - CD - 2008